# Elizabeth Mary Palmer

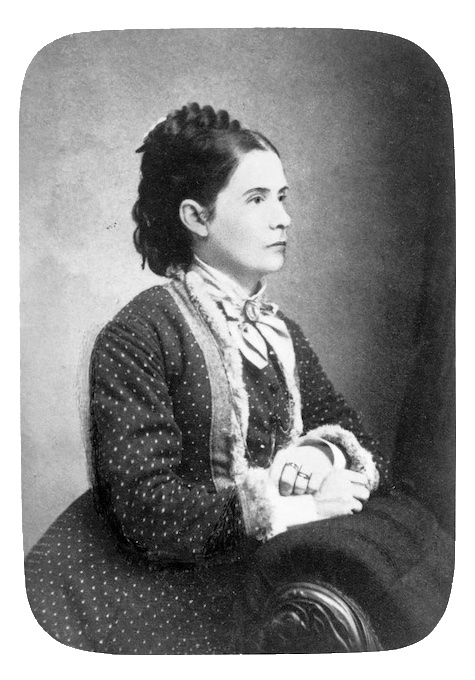
Elizabeth Mary Palmer około lat 60. XIX wieku

Elizabeth Mary Palmer z domu Naylor (ur. 3 listopada 1832 w Bramford, zm. 31 maja 1897 w Wellington) – nowozelandzka nauczycielka muzyki, kompozytorka.

## Życiorys
Córka George’a Naylora i Elizabeth Caroline Naylor z domu Smith. Poślubiła ogrodnika George’a Palmera 31 maja 1853 roku w Londynie (mąż zmarł w 1896 roku). Wyjechała z mężem do Nowej Zelandii w 1856 roku. Miała ośmiu synów i cztery córki. 
Uczyła muzyki i śpiewu w domu. Zajmowała się wystawianiem i promocją wydarzeń teatralnych w 1871 roku. Przeprowadziła się z rodziną do Wellington w 1876, a następnie do Wairarapy w 1878 roku, gdzie uczyła w Clareville School. Zmarła w rodzinnym domu.

## Twórczość
Skomponowała słowa do popularnej ballady Twas Only a Dream w 1884 roku, jest to jej jedyna znana kompozycja.